# Prohydata benepicta
Prohydata benepicta är en fjärilsart som beskrevs av W. Warren 1909. Prohydata benepicta ingår i släktet Prohydata och familjen mätare. Inga underarter finns listade i Catalogue of Life.